# World of Warcraft: The Burning Crusade
World of Warcraft: The Burning Crusade (traducido al español, La Cruzada Ardiente) es la primera expansión del MMORPG World of Warcraft. Fue lanzada el 16 de enero de 2007 a medianoche en Europa y Norteamérica y vendió cerca de 2.4 millones ese día convirtiéndose en el juego de PC más rápidamente vendido de estas regiones. Ese mismo día fue lanzado en Singapur, Tailandia, y Malasia. En Australia y Nueva Zelanda fue lanzado el 17 de enero de 2007. En total, se vendieron aproximadamente 3.53 millones de copias en el primer mes, de las cuales 1.9 millones fueron en Norteamérica, más de 100.000 copias en Australasia, y cerca de 1.6 millones en Europa. Ahora, el videojuego es gratuito Posteriormente fue luego lanzado en Corea del Sur el 1 de febrero del 2007; en Taiwán, Hong Kong, y Macao el 30 de abril del 2007. El juego fue publicado en China el 10 de septiembre del 2007.

## Argumento
Kazzak, Señor de la Destrucción, abre de nuevo el Portal Oscuro que conduce a Terrallende, inundando Azeroth con los voraces demonios de la Legión Ardiente. Las expediciones de la Horda y de la Alianza, reforzadas con sus nuevos aliados elfos de sangre y draenei respectivamente, deben cruzar el umbral para detener la invasión desde su origen. En la árida Península del Fuego Infernal, la Alianza halla a varios de los héroes que cruzaron el portal hacía ya muchos años, mientras que la Horda entra en contacto con los Mag’har, orcos ‘sin corromper’ que no participaron en la invasión original de Azeroth. La expedición a Terrallende arrastra a los ejércitos de la Horda y de la Alianza a un conflicto con los agentes de la Legión y los tenientes de Illidan Tempestira, quien reclama el devastado reino como propio.
Justo después de su derrota en Terrallende, Kael’Thas Caminante del Sol regresa a Lunargenta, ciudad capital de los elfos de sangre. En lugar de conducir a su gente a la gloria como prometió, el príncipe en desgracia los traiciona, ya que su plan es usar la legendaria Fuente del Sol —origen del poder mágico de los elfos de sangre— para traer al señor demoníaco Kil’jaeden a Azeroth. Con la ayuda de la Ofensiva del Sol Devastado, un grupo constituido por elfos de sangre y draenei, los héroes de la Alianza y de la Horda deben detener a Kael’thas y a Kil’jaeden, purificando la Fuente del Sol con ayuda de Velen, el profeta draenei.

## Jugabilidad

### Novedades y mejoras
Se añaden dos razas jugables, Elfos de Sangre en La Horda y Draenei en La Alianza. Previamente, la clase paladín era exclusiva de la Alianza y la clase Chamán era exclusiva de la Horda; estas nuevas razas permitían a los jugadores de la Alianza llevar un Draenei Chamán y a los jugadores de la Horda un Paladín Elfo de Sangre.
Además se aumentó el nivel máximo de los personajes hasta setenta.
Se añadió una nueva ciudad santuario, Shattrath.

### Jugador contra Jugador
Se añadió un nuevo Campo de Batalla llamado El Ojo de la Tormenta dividido en dos subniveles, uno para jugadores de nivel entre 61 y 69, y otro para jugadores de nivel 70. Este Campo de Batalla solo está disponible para aquellos jugadores que juegan con la expansión instalada.
Se introdujo un nuevo sistema de juego, las Arenas, para luchar dos contra dos, tres contra tres o cinco contra cinco, batallas a menor escala. Este sistema de Arena era accesible tanto a jugadores con la expansión como a jugadores sin la expansión, aunque estos últimos no accedían a las puntuaciones y por lo tanto no se llevaban recompensas (basadas en las puntuaciones). Se introdujeron tres zonas de Arena, las Ruinas de Lordaeron en Entrañas, Anillo de Sangre en las Montañas Filospada y el Círculo de los Retos en Nagrand.
El sistema de Arena resultó tan exitoso que ha tomado mucha relevancia en el contenido JcJ, y se ha convertido en deporte electrónico por sí mismo. Blizzard también desarrolla su competición, the World of Warcraft Arena Tournament, que enfrente a equipos de servidores de todo el mundo unos contra otros. Este torneo concluye con un evento mundial de cinco jugadores contra cinco, el primero tuvo lugar en la BlizzCon de 2007 dando por finalizada la temporada 1.
Se introdujeron mejoras en el JcJ en campo abierto, mediante la introducción de un nuevo continente Terrallende para jugadores con niveles comprendidos entre 58-70 en el cual existían distintas zonas para realizar combates JcJ. En concreto, en la zona de Nagrand, una ciudad de nombre Halaa que puede ser conquistada por ambos bandos proporcionando un bono temporal en el daño producido por el personaje o incrementos en la velocidad de conseguir experiencia. También se introdujeron otros como Bosque de Terokkar o Península del Fuego Infernal.
También se introdujeron nuevas mazmorras como El Castillo de la Tempestad,Zul'Aman, Meseta de La Fuente del Sol, Karazhan, Ciudadela del Fuego Infernal (guarida de Magtheridon), Hornos de Sangre y Templo Oscuro entre otras. En este último los jugadores se enfrentaran a Illidan Tempestira.

## Desarrollo

### Errores de distribución
Blizzard cometió numerosos errores durante la distribución de World of Warcraft: The Burning Crusade en Europa. Uno de ellos fue el fallo en el registro de la “edición de coleccionista” para posteriores recompensas en el juego, debido a esto los jugadores que compraban dicha edición tenían que enviar el recibo a Blizzard por correo postal para recibir dichas recompensas. Para compensar este problema, y para animar a los jugadores a enviar los tiques, se les recompensó con una mascota exclusiva no disponible en otras regiones.
Otro de ellos fue la escasa distribución en algunos países como en Rumania donde se distribuyeron 1600 copias para más de 10 000 suscriptores.

## Recepción
The Burning Crusade recibió elogios de casi todas las críticas después de su lanzamiento.
Las nuevas áreas de comienzo especialmente diseñadas para la ocasión recibieron opiniones divididas por parte de los críticos. Por un lado, proporcionaban una nueva perspectiva a los jugadores existentes o una sólida introducción para nuevos jugadores. La disposición y estructura de las misiones y contenidos en estas áreas parecían más afinadas que las de las ya existentes, de manera que los jugadores no necesitaban matar una criatura tras otra para avanzar en el juego sino que desarrollaban la historia poco a poco. Parecía que Blizzard había aprendido del lanzamiento original del juego, el nuevo contenido era variado pero no excesivo para el jugador novato y los nuevos conceptos se introducían poco a poco. Por otro lado, los críticos opinaban que las nuevas áreas no estaban muy integradas en el mundo ya existente, parecían como "pegadas con chincheta" También estaban decepcionados porque una vez visitadas las nuevas áreas no había nada más a hacer allí por lo que había que volver al contenido anterior para seguir avanzando. Este movimiento entre zonas no era tan progresivo en comparación con las áreas de comienzo anteriores. Además parecía que eran muy cortas de manera que en un par de días los jugadores ya habían abandonado estas áreas. Además todos estos cambios no tuvieron en cuenta uno de los problemas existentes, el viaje entre distintas localizaciones.
Como en el original, se dijo del ambiente que “dejaba sin aliento”, el video de introducción para la expansión se definió como “enormemente impresionante”. La impresión fue que las nuevas áreas de Terrallende eran algunas de las mejores del juego, siendo el tamaño de las áreas introducidas similar al total de las áreas existente en los demás juegos existentes en el género. También recibieron menciones la arquitectura de los edificios, escenarios y criaturas, aunque con alguna decepción que algunos edificios fueran meras copias de los ya existentes. La individualidad de cada zona fue destacada. Los pequeños detalle como asentamientos mecánicos o templos abandonados fueron subrayados. Los jugadores fueron avisados que pasarían bastante tiempo admirando el paisaje. Dicho esto, también surgieron voces señalando que al juego se le empezaban a notar los años, con cuidadas texturas y técnicas de iluminación disfrazando unos diseños geométricos básicos. Aunque la idea original ya contaba con esto, pues desde el comienzo del diseño del juego original la dirección artística y la elección de la paleta de colores compensaban un motor del juego muy simple, buscando una victoria del arte sobre la tecnología.
La música orquestral tuvo muy buena recepción y fue descrita como una música que proporcionaba continuamente un ambiente cambiante. Las nuevas piezas se conjuntaban bien con las originales añadiendo algún “toque fresco”. Las dos canciones de las áreas de comienzo fueron particularmente alabadas, así como las de los actores de doblaje.
World of Warcraft: The Burning Crusade fue el juego más vendido de 2007 tanto en Estados Unidos como en Europa, y también fue el juego más vendido en las primeras 24 horas con aproximadamente 2,4 millones de copias (posteriormente con el lanzamiento de World of Warcraft: Wrath of the Lich King pasaría a ser el segundo más vendido).
En el primer mes vendió 3,5 millones de copias.